# بحيرة بيجنور
بحيرة بيجنور (بالإنجليزية: Lake Peigneur)‏، هي بحيرة مياه عذبة تقع في ولاية لويزيانا بالولايات المتحدة الأمريكية. تقع على بعد 1.9 كم (1.2 ميل) شمال ديلكمبر، وعلى بعد 14.6 كم (9.1 ميل) غرب نيو أيبيريا، تقع كذك بالقرب من الطرف الشمالي من خليج فيرميليون [الإنجليزية].

## تاريخ
كانت البحيرة على عمق 3 متر (10 أقدام)، وكانت ذو شعبية بين الرياضيين حتى وقعت كارثة غير عادية من صنع الإنسان في 20 نوفمبر 1980، غيرت هيكل البحيرة والأراضي المحيطة بها.